# Alagoasa
Alagoasa is een geslacht van kevers uit de familie bladkevers (Chrysomelidae).
De wetenschappelijke naam van het geslacht werd in 1955 gepubliceerd door Bechyne.

## Soorten
- Alagoasa aurora Duckett & Daza, 2004
- Alagoasa parana Samuelson, 1985